# Instasamka
Instasamka, pseudonyme de Dar'ja Evgen'evna Yéropkina (née Zoteeva; en russe : Дарья Евгеньевна Еропкина, Зотеева), née à Tobolsk le 11 mai 2000, est une rappeuse et influenceuse russe.

## Biographie
Originaire de Tobolsk et surtout connue pour son comportement scandaleux, elle passe son enfance et son adolescence à Tchekhov, dans la région de Moscou. Elle a pris de l'importance en 2019, lorsqu'elle a sorti des albums studio Born to Flex et Tripl malyš,, dont la popularité a fait d'elle l'artiste nationale la plus recherchée sur Google en fédération de Russie en 2019.
La même année, sa première tournée a eu lieu dans plus de 30 villes, qui a été suivie par la tournée conjointe avec MoneyKeen Family Tour, à l'appui des albums Spasibo papaša et Semejnyj biznes, qui s'est terminée à Omsk le 12 décembre 2021. Lipsi Ha est devenu un hit en Russie, battant le record du morceau le plus joué à l'échelle nationale sur Spotify avec plus de 300 000 flux en 24 heures, qui a ensuite été remporté par Bandana et Kizaru de Big Baby Tape, présentés sur l'album Bandana I.
L'album Moneydealer, sorti le 19 novembre suivant, a fait ses débuts dans le Top 100 des albums lituaniens.

## Discographie

### Albums
- 2019 - Born to Flex
- 2019 - Tripl malyš
- 2020 - Mamacita
- 2020 - Spasibo papaša (avec MoneyKeen)
- 2020 - Semejnyj biznes (avec MoneyKeen)
- 2021 - Moneydealer

### Singles
- 2019 - Na chodu
- 2019 - Ariflame
- 2019 - Heavy Metal
- 2019 - Splash Out
- 2019 - Kupidon
- 2019 - Moë imja Daša
- 2019 - Triple Baby Tour
- 2019 - Hater
- 2019 - GTA (avec SMN)
- 2019 - My krutye (avec MoneyKeen)
- 2020 - Uebok (Gotta Run) (avec Apashe)
- 2020 - Aue (avec SMN)
- 2020 - Polaroïd
- 2020 - Intervju
- 2020 - Bloody Party
- 2020 - RPG (avec SMN et Paša Technik)
- 2020 - Word Up
- 2020 - Vinton (avec MoneyKeen)
- 2020 - Fakt
- 2020 - Goba (avec Gunwest et MoneyKeen)
- 2021 - Mommy
- 2021 - Money Day
- 2021 - Juicy
- 2021 - Terminal (avec Vitja AK)
- 2021 - Lipsi Ha